# Карбах (Нижняя Франкония)
Карбах (нем. Karbach) — ярмарочная община в Германии, в земле Бавария.
Подчиняется административному округу Нижняя Франкония. Входит в состав района Майн-Шпессарт. Подчиняется управлению Марктайденфельд. Население составляет 1393 человека (на 31 декабря 2010 года). Занимает площадь 24,15 км².

## Население
По оценке на 31 декабря 2015 года население общины Карбах составляет 1439 чел. 

| Дата      | 1840 | 1871 | 1900 | 1925 | 1939 | 1950 | 1961 | 1970 | 1987 | 2011 |
| --------- | ---- | ---- | ---- | ---- | ---- | ---- | ---- | ---- | ---- | ---- |
| Население | 1287 | 1264 | 1191 | 1183 | 1077 | 1384 | 1152 | 1154 | 1308 | 1417 |

| Год       | 1960 | 1970 | 1980 | 1990 | 2000 | 2009 | 2010 | 2011 | 2012 | 2013 | 2014 | 2015 |
| --------- | ---- | ---- | ---- | ---- | ---- | ---- | ---- | ---- | ---- | ---- | ---- | ---- |
| Население | 1120 | 1160 | 1206 | 1324 | 1354 | 1389 | 1393 | 1443 | 1440 | 1433 | 1437 | 1439 |